# There's Something About Marrying
There's Something About Marrying, llamado Casarse tiene algo en España y El amor es ciego en Hispanoamérica, es el episodio número 10 de la decimosexta temporada de Los Simpson. Fue emitido por primera vez el 20 de febrero de 2005 en la cadena Fox. El episodio fue escrito por J. Stewart Burns y dirigido por Nancy Kruse. El título es un juego de palabras sobre la película There's Something About Mary. En este episodio, Homer se convierte en ministro de paz, aprovechando la legalización del matrimonio gay en Springfield, mientras que Patty revela su homosexualidad.

## Sinopsis
Mientras buscan a alguien nuevo en el barrio para gastarle una broma, Bart y Milhouse encuentran a un hombre de carácter afable llamado Howell Huser, que se dedica a recorrer los Estados Unidos. Bart y Milhouse le gastan tales bromas que el hombre rompe su récord de sonreír durante 47 años y se enfada con la gente del pueblo, diciendo que deberían estar avergonzados. Jimbo, Dolph y Kearney, que pasaban por allí, se enfurecen con Huser y le tiran piedras. Huser escapa y poco después aparece en televisión, diciendo lo terrible que es Springfield. Un mes más tarde, el sector turístico de Springfield está al borde de la ruina. El alcalde organiza una reunión para buscar soluciones al problema, y Lisa propone que se legalice el matrimonio entre personas del mismo sexo, sugerencia que es aceptada. 
Al poco tiempo, cientos de parejas gays y lesbianas llegan a Springfield. Sin embargo, el reverendo Lovejoy sostiene que el único matrimonio posible es el que se da entre un hombre y una mujer, y se niega a oficiar uniones entre homosexuales (a pesar de los argumentos de Marge). Homer oye que los oficiales que realizan estas uniones cobran 200 dólares y decide convertirse en un reverendo, arrojando a la basura su cartel de protesta, el cual rezaba que prefería la muerte antes que los matrimonios entre homosexuales. Poco después, se dedica a casar a todas las parejas del mismo sexo que hay en Springfield en su garaje (al que llama La Capilla), con lo que la familia Simpson mejora notablemente su situación económica. Homer llega a colocar un cartel señalando que "se casará a cualquiera con cualquier cosa". Mientras debate el asunto con el reverendo Lovejoy en la televisión, Homer realiza una apasionada defensa del matrimonio homosexual y llega incluso a "casar" al reverendo con su Biblia. 
Marge le dice a Homer que está orgullosa de él, y justo después Patty, la hermana mayor de Marge, sale del armario cuando les dice que está enamorada de una jugadora de golf profesional llamada Veronica. Marge se siente incómoda ante este hecho, a pesar de que la evidencia siempre estuvo allí (Patty le llega a decir que se podía "ver desde el espacio" cuando Marge le dice que no tenía ni idea). Así que Patty, molesta por la reacción de Marge, le pide que decida si es capaz de apoyarla o no. Marge rehúsa pensar en ello hasta que descubre que Veronica en realidad es un hombre. En la ceremonia (oficiada por Homer) Marge revela el "secreto" de Veronica, y cuando este le pide a Patty que de todas maneras se case con él, ella se niega admitiendo que le gustan las chicas. Patty agradece a Marge que la acepte tal como es, y al final decide acompañar a Selma al aeropuerto para dejar allí una bolsa abandonada como método para poder conocer al personal del aeropuerto.
Al final del episodio se ve a más ciudadanos de Springfield casándose con otras cosas, como cuadros o esculturas.

## Antecedentes de la homosexualidad de Patty
Anteriormente a la emisión de este episodio se había hecho alusión a la homosexualidad de Patty. Específicamente en el episodio "Treehouse of Horror III": cuando Patty ve a Homer correr desnudo por la cocina, dice "Allá va mi último rastro de deseo heterosexual". Sin embargo, debe señalarse que los episodios de Halloween no se consideran canon (elementos "oficiales" de un universo de ficción). 
Existe otra alusión en este sentido en el episodio "Bart After Dark". Patty es fotografiada saliendo de un local de burlesque, lo cual hace que Selma exclame confusa al ver la foto "¿Patty?". 
Además, Patty también aparece en una de las carrozas (específicamente, la de "Dentro del armario") de la cabalgata gay de Springfield junto a Smithers. Su eslogan es: "Somos gais, estamos alegres, pero no se lo digan a nuestros parientes(LAT)/Soy mariposa,pero papá y máma piensan otra cosa(ESP)" (en inglés, We're gay, we're glad, but don't tell Mom and Dad). 
Además, cuando Patty y Homer quieren evitar que el Abuelo y Selma se casen, ella se besa con Homer fingiendo ser Selma y ella le dice que tienen que imaginarse algo bello para no vomitar.  Mientras Homer imagina a Marge, Patty se imagina a Edna Krabappel.

## Recepción
La comunidad LGBT de Estados Unidos recibió con entusiasmo la emisión de este episodio, al que calificaron como "un rayo de luz". En sentido opuesto, L. Brent Bozell, presidente del Consejo de Padres de Televisión, señaló que: "preferiría que no lo hicieran. Tienes un programa visto por millones de niños. ¿Necesitan los niños que les lancen el tema de los matrimonios gay en la cara? ¿Por qué no pueden simplemente entretenerlos?"